# Coaches Betaald Voetbal
De Coaches Betaald Voetbal (CBV) is dé vakvereniging en belangen- behartiger voor alle technische functies binnen het betaalde voetbal: trainer/coach, technisch directeur, assistent-trainer, hoofd jeugdopleiding, keeperstrainer, jeugdtrainer, scout, fysieke trainer, video analist en performance coach.
Op dit moment, december 2022, heeft de CBV meer dan 600 leden.

## Oprichting
In 1990 kwamen diverse trainers uit het betaald voetbal op initiatief van Willem II trainer Jan Reker bij elkaar, om te spreken over de ontwikkelingen in het voetbal. Een van de uitkomsten van het overleg was, dat er een algemene wens was om eigen vakbond op te richten, die zich speciaal richtte op coaches in het betaalde voetbal. De toenmalige vakbond VVON, die opkwam voor alle voetbaltrainers had volgens de trainers te weinig oog voor de specifieke problemen van trainers in het betaald voetbal. In maart 1991 richtten de trainers de belangenvereniging Coaches Betaald Voetbal op, die in eerste instantie opereerde onder de paraplu van de VVON. Reker vormde met Hans Westerhof en Leo Beenhakker, die toentertijd trainer waren van FC Groningen en AFC Ajax het eerste dagelijks bestuur.
In januari 1992 vond de officiële oprichting van de vakbond CBV plaats. Theo Vonk, toentertijd trainer van FC Twente, werd de eerste voorzitter. Louis van Gaal van AFC Ajax werd vicevoorzitter en Reker werd secretaris en penningmeester. Later nam Van Gaal het voorzitterschap over van Vonk, waarna Westerhof vicevoorzitter werd.

## Huidig bestuur
- Guus Hiddink - voorzitter[5]
- Gerard Marsman - sociale zaken (vice-voorzitter)
- Mario Captein - directeur[6]
- Remco Oversier - Financiën, beleid, communicatie en commercie
- Peter Jeltema en Art Langeler - jeugdvoetbal en innovatie[7]
- Art Langeler en Marinus Dijkhuizen - technische zaken[8]
- Dennis Demmers - (Bij-)Scholing
- Daniëlle Tol - officemanager

De ambassadeurs van de CBV zijn Leo Beenhakker, Han Berger, Guus Hiddink, Jan Reker en Gerard Marsman. De CBV is gevestigd op de KNVB Campus, gebouw #11 te Zeist.